# 三河野豌豆
三河野豌豆（学名：Vicia amurensis f. alba）为豆科野豌豆属黑龙江野豌豆下的一个变型。